# Carlos Saldaña
Carlos Alberto Saldaña Moreno (El Nayar, México; 27 de octubre de 1996) es un futbolista mexicano. Juega de guardameta y su equipo actual es el Detroit City FC de la USL Championship estadounidense.

## Trayectoria
Nacido en El Nayar, México, Saldaña se mudó con su familia a los Estados Unidos muy pequeño.
A nivel juvenil, jugó en el De Anza Force y desde 2014 por Guadalajara. Formó parte del Guadalajara Premier entre 2016 y 2019. Durante su etapa en las chivas, Saldaña fue cedido al Tepatitlán FC de la Liga de Expansión MX.
El 15 de septiembre de 2021, el portero se unió al Sacramento Republic FC de la USL Championship estadounidense.

## Estadísticas
Actualizado al último partido disputado el 18 de mayo de 2023.
| Club                               | Div.          | Temporada     | Liga  | Liga  | Copas nacionales | Copas nacionales | Copas internacionales | Copas internacionales | Total | Total |
| Club                               | Div.          | Temporada     | Part. | Goles | Part.            | Goles            | Part.                 | Goles                 | Part. | Goles |
| ---------------------------------- | ------------- | ------------- | ----- | ----- | ---------------- | ---------------- | --------------------- | --------------------- | ----- | ----- |
| Sacramento Republic Estados Unidos | 2.ª           | 2021          | 7     | 0     | 0                | 0                | —                     | —                     | 7     | 0     |
| Sacramento Republic Estados Unidos | 2.ª           | 2022          | 11    | 0     | 1                | 0                | —                     | —                     | 12    | 0     |
| Sacramento Republic Estados Unidos | 2.ª           | 2023          | 1     | 0     | 2                | 0                | —                     | —                     | 3     | 0     |
| Sacramento Republic Estados Unidos | Total club    | Total club    | 19    | 0     | 3                | 0                | 0                     | 0                     | 22    | 0     |
| Total carrera                      | Total carrera | Total carrera | 19    | 0     | 3                | 0                | 0                     | 0                     | 22    | 0     |